# Сельское поселение «Посёлок Бетлица»
Сельское поселение «Посёлок Бетлица» — муниципальное образование в составе Куйбышевского района Калужской области России.
Центр — посёлок Бетлица.
Состав и границы поселения определены Законом Калужской области от 4 октября 2004 года № 354-ОЗ «Об установлении границ муниципальных образований, расположенных на территории административно-территориальных единиц «Барятинский район», «Куйбышевский район», «Людиновский район», «Мещовский район», «Спас-Деменский район», «Ульяновский район», и наделении их статусом городского».
До наделения Бетлицы статусом посёлка в 2005 году сельское поселение называлось «Село Бетлица».

## Население
| 2010  | 2012  | 2013  | 2014  | 2015  | 2016  | 2017  |
| ----- | ----- | ----- | ----- | ----- | ----- | ----- |
| 4044  | ↘3978 | ↗4052 | ↗4079 | ↗4101 | ↗4324 | ↗4397 |
| 2018  | 2019  | 2020  | 2021  |       |       |       |
| ↘4322 | ↘4211 | ↘4162 | ↗4483 |       |       |       |

## Состав
В поселение входят 11 населённых пунктов:
| №  | Населённый пункт | Тип                             | Население |
| -- | ---------------- | ------------------------------- | --------- |
| 1  | Бетлица          | посёлок, административный центр | ↗3959     |
| 2  | Глуховский       | посёлок                         | ↘2        |
| 3  | Михайловский     | посёлок                         | ↗55       |
| 4  | Падерки-Васюки   | деревня                         | ↘16       |
| 5  | Падерки-Кабачи   | деревня                         | ↘17       |
| 6  | Падерки-Казенные | деревня                         | ↘39       |
| 7  | Падерки-Фирсы    | деревня                         | ↗17       |
| 8  | Погребки         | деревня                         | ↘1        |
| 9  | Садовище         | деревня                         | ↗249      |
| 10 | Феликсово        | деревня                         | ↘6        |
| 11 | Хатожа           | деревня                         | ↘53       |